# 849. grenadirski polk (Wehrmacht)
849. grenadirski polk (izvirno nemško 849. Grenadier-Regiment; kratica 849. GR) je bil pehotni polk Heera v času druge svetovne vojne.

## Zgodovina
Polk je bil ustanovljen 1. marca 1943 za potrebe 282. pehotne divizije.
Polk je bil avgusta 1944 uničen v južni Ukrajini.